# San José de Guaribe (paroisse civile)
Pour les articles homonymes, voir San José de Guaribe.
San José de Guaribe est l'unique paroisse civile de la municipalité de San José de Guaribe dans l'État de Guárico au Venezuela. Sa capitale est San José de Guaribe, chef-lieu de la municipalité.

## Géographie

### Démographie
Hormis sa capitale San José de Guaribe, chef-lieu de la municipalité lui-même divisé en plusieurs quartiers, la paroisse civile comporte plusieurs localités, dont :
- Aguada del Cielo
- Albarrobo
- Congorocho
- Cunaguaro
- El Cinco
- El Vedero
- La Ceiba
- Las Lajas
- Los Alzanes
- Los Cantiles
- Los Médanos
- San José de Guaribe
  - Santa Rosa
- Uveral